# Teucholabis (Teucholabis) solivaga
Teucholabis (Teucholabis) solivaga is een tweevleugelige uit de familie steltmuggen (Limoniidae). De soort komt voor in het Oriëntaals gebied.